# Division II i ishockey 1970/1971
Division II i ishockey 1970/1971 var andradivisionen i svensk ishockey under säsongen 1970/1971. Divisionen var indelad i fyra regioner (norra, östra, västra och södra) med två grupper i varje (A och B) bestående av 10 lag per grupp, totalt 80 lag – en minskning med elva lag sedan förra säsongen. Vinnaren i varje grupp gick vidare till kval till högsta serien, Division I, eller Allsvenskan som den ofta kallades. Bottenlagen i varje serie flyttades ner till Division III nästa säsong. Deras platser togs istället av de främsta lagen från Division III. Något kval nedåt förekom alltså inte, men det hände att lag avstod från uppflyttning av olika skäl.

## Lagen
Sedan förra säsongen hade Clemensnäs IF, Nybro IF och Surahammars IF flyttats ner från Allsvenskan. Från Division III hade följande lag flyttats upp: Björbo IF (Gagnef), Fellingsbro IK, Halmstads HK, IFK Arvika, IFK Strömsund, IK Göta (Stockholm), KB 65 (Örnsköldsvik), Kågedalens AIF (Skellefteå), Ludvika FfI, Mörrums GoIS, Nynäshamns IF, Piteå IF, Storviks IF (Sandviken), Vasa HC (Göteborg), Vimmerby IF och Virserums SGF (Hultsfred). Några lag bytte serie. Karlskoga flyttades från Södra A till Västra B och Boro flyttades från Södra B till Södra A.

## Division II Norra
Grupp A
För första gången vann ett av Kirunalagen serien och fick en plats i kvalet. Kiruna hade under lång tid producerat spelare av högsta klass som gått vidare till landslaget och andra klubbar. Genom åren var det många som tyckt att ett Kirunalag i högsta serien skulle varit rättvist, men först nu kom chansen för första gången. Vägen till segern var dock inte spikrak. I halvtid låg IFK på femte plats och först efter en segersvit på åtta matcher var segern klar i 17:e omgången. Skytteligan vanns av Kiruna AIF:s Karl Svensson som gjort 21 mål under säsongen.
| Nr | Lag             | S  | V  | O | F  | GM  | IM  | MS  | P  |
| -- | --------------- | -- | -- | - | -- | --- | --- | --- | -- |
| 1  | IFK Kiruna      | 18 | 13 | 0 | 5  | 97  | 57  | +40 | 26 |
| 2  | Bodens BK       | 18 | 11 | 1 | 6  | 105 | 61  | +44 | 23 |
| 3  | Clemensnäs IF   | 18 | 11 | 1 | 6  | 78  | 53  | +25 | 23 |
| 4  | IFK Luleå       | 18 | 10 | 1 | 7  | 82  | 80  | +2  | 21 |
| 5  | Piteå IF        | 18 | 9  | 2 | 7  | 76  | 68  | +8  | 20 |
| 6  | Kiruna AIF      | 18 | 9  | 2 | 7  | 77  | 80  | −3  | 20 |
| 7  | Rönnskärs IF    | 18 | 9  | 1 | 8  | 81  | 63  | +18 | 19 |
| 8  | Medle SK        | 18 | 6  | 0 | 12 | 60  | 91  | −31 | 12 |
| 9  | Malmbergets AIF | 18 | 3  | 4 | 11 | 60  | 90  | −30 | 10 |
| 10 | Kågedalens AIF  | 18 | 2  | 2 | 14 | 51  | 124 | −73 | 6  |

Grupp B
Inför säsongen var Teg (från Umeå) favoriter till seriesegern och att Tunadal (från Sundsvall) vann serien kom som en överraskning. Avgörande match blev seriefinalerna mellan Teg och Tunadal. Den första slutade 2–2 och den andra slutade 3–1 till Tunadal vilket gav dem de två poäng som var skillnaden när slutställningen räknades samman. Granös Joel Wilhelmsson vann skytteligan med 19 gjorda mål.
| Nr | Lag              | S  | V  | O | F  | GM  | IM  | MS  | P  |
| -- | ---------------- | -- | -- | - | -- | --- | --- | --- | -- |
| 1  | Tunadals IF      | 18 | 14 | 2 | 2  | 91  | 47  | +44 | 30 |
| 2  | Tegs SK          | 18 | 13 | 2 | 3  | 120 | 34  | +86 | 28 |
| 3  | Järveds IF       | 18 | 12 | 1 | 5  | 69  | 64  | +5  | 25 |
| 4  | IF Karlsvik      | 18 | 9  | 2 | 7  | 79  | 73  | +6  | 20 |
| 5  | KB 65            | 18 | 9  | 1 | 8  | 66  | 72  | −6  | 19 |
| 6  | Östersunds IK    | 18 | 8  | 1 | 9  | 70  | 64  | +6  | 17 |
| 7  | Granö IF         | 18 | 8  | 1 | 9  | 59  | 72  | −13 | 17 |
| 8  | Sollefteå IK     | 18 | 5  | 1 | 12 | 61  | 74  | −13 | 11 |
| 9  | Örnsköldsviks SK | 18 | 4  | 1 | 13 | 53  | 84  | −31 | 9  |
| 10 | IFK Strömsund    | 18 | 2  | 0 | 16 | 55  | 139 | −84 | 4  |

## Division II Östra
Grupp A
Efter en imponerande segersvit på försäsongen fick Strömsbro bära favoritskapet i serien, men redan efter tre omgångar låg Tunabro i topp. Efter elva omgångar hade man inte förlorat ett enda poäng när man mötte bottenlaget Ljusen och förlorade. Det gjorde att man bara låg ett poäng före Falun inför derbyt. Inför en fullsatt ishall i Borlänge (3 600 åskådare) förlorade hemmalaget med 2–3 och Falun gick upp i ledning när bara tre omgångar återstod. Men med hjälp av Hofors som besegrade Falun hemma i snöväder kunde Tunabro återta ledningen i näst sista omgången. Strömsbros Bo Zetterberg vann skytteligan med 19 gjorda mål.
| Nr | Lag          | S  | V  | O | F  | GM  | IM  | MS  | P  |
| -- | ------------ | -- | -- | - | -- | --- | --- | --- | -- |
| 1  | IF Tunabro   | 18 | 15 | 1 | 2  | 94  | 32  | +62 | 31 |
| 2  | Falu IF      | 18 | 13 | 3 | 2  | 85  | 47  | +38 | 29 |
| 3  | Strömsbro IF | 18 | 11 | 2 | 5  | 110 | 55  | +55 | 24 |
| 4  | Bollnäs IS   | 18 | 10 | 1 | 7  | 71  | 60  | +11 | 21 |
| 5  | Hofors IK    | 18 | 7  | 4 | 7  | 81  | 67  | +14 | 18 |
| 6  | Storviks IF  | 18 | 8  | 1 | 9  | 78  | 85  | −7  | 17 |
| 7  | Skutskärs SK | 18 | 6  | 4 | 8  | 59  | 77  | −18 | 16 |
| 8  | Ljusne AIK   | 18 | 6  | 3 | 9  | 62  | 118 | −56 | 15 |
| 9  | Malungs IF   | 18 | 4  | 0 | 14 | 56  | 63  | −7  | 8  |
| 10 | Björbo IF    | 18 | 0  | 1 | 17 | 37  | 129 | −92 | 1  |

Grupp B
Denna säsong dominerades serien av Stockholmslagen till skillnad från de senaste säsongerna då Uppland varit dominerande. Nacka tog ledningen från start och drog sedan ifrån och vann serien med nio poängs marginal till överraskningen Cobran som tog andraplatsen. Almtuna och Norrtälje som förväntades bli Nackas allvarligaste hot motsvarade inte alls förväntningarna. Almtuna slutade på en femteplats, medan Norrtälje slutade sist och flyttades ner till Division III. Almtunas Hans Brunk vann skytteligan med 17 gjorda mål.
| Nr | Lag           | S  | V  | O | F  | GM  | IM | MS  | P  |
| -- | ------------- | -- | -- | - | -- | --- | -- | --- | -- |
| 1  | Nacka SK      | 18 | 15 | 1 | 2  | 115 | 53 | +62 | 31 |
| 2  | IF Cobran     | 18 | 9  | 4 | 5  | 73  | 64 | +9  | 22 |
| 3  | Huddinge IK   | 18 | 9  | 3 | 6  | 63  | 57 | +6  | 21 |
| 4  | Tranebergs IF | 18 | 10 | 1 | 7  | 56  | 74 | −18 | 21 |
| 5  | Almtuna IS    | 18 | 7  | 6 | 5  | 79  | 60 | +19 | 20 |
| 6  | IK Göta       | 18 | 7  | 2 | 9  | 61  | 72 | −11 | 16 |
| 7  | Hammarby IF   | 18 | 7  | 1 | 10 | 74  | 85 | −11 | 15 |
| 8  | Väsby IK      | 18 | 6  | 2 | 10 | 83  | 80 | +3  | 14 |
| 9  | Nynäshamns IF | 18 | 5  | 1 | 12 | 62  | 93 | −31 | 11 |
| 10 | Norrtälje IK  | 18 | 4  | 1 | 13 | 49  | 77 | −28 | 9  |

## Division II Västra
Grupp A
Serien vanns klart av favoriterna Surahammar. Segern var klar redan i den 16:e omgången. Andraplatsen togs av Guldsmedshyttan som bara förlorade tre matcher under säsongen. Två mot Surahammar och en mot Enköping. Surahammars Per-Ole Bäckman vann skytteligan med 23 gjorda mål.
| Nr | Lag               | S  | V  | O | F  | GM  | IM  | MS   | P  |
| -- | ----------------- | -- | -- | - | -- | --- | --- | ---- | -- |
| 1  | Surahammars IF    | 18 | 17 | 0 | 1  | 143 | 42  | +101 | 34 |
| 2  | Guldsmedshytte SK | 18 | 13 | 2 | 3  | 84  | 60  | +24  | 28 |
| 3  | Skultuna IS       | 18 | 11 | 2 | 5  | 77  | 56  | +21  | 24 |
| 4  | IFK Lindesberg    | 18 | 9  | 1 | 8  | 72  | 65  | +7   | 19 |
| 5  | Säters IF         | 18 | 8  | 2 | 8  | 79  | 82  | −3   | 18 |
| 6  | Avesta BK         | 18 | 8  | 0 | 10 | 75  | 70  | +5   | 16 |
| 7  | Ludvika FfI       | 18 | 6  | 3 | 9  | 40  | 73  | −33  | 15 |
| 8  | Enköping SK       | 18 | 6  | 2 | 10 | 57  | 69  | −12  | 14 |
| 9  | Skogsbo SK        | 18 | 2  | 4 | 12 | 63  | 106 | −43  | 8  |
| 10 | Fellingsbro IK    | 18 | 2  | 0 | 16 | 4   | 110 | −106 | 4  |

Grupp B
Av de åtta seriesegrarna i Division II spelade bara en serien helt utan förlust nämligen Karlskoga. Det gav tio poängs marginal till tvåan Grums och en målskillnad på 146–32 vilket gav ett genomsnitt på ungefär 8–2 i Karlskogas matcher, bl.a. slog man Deje med 21–2. Deje var annars det enda laget som lyckades snuva Karlskoga på poäng genom att spela oavgjort första matchen mot dem. Skytteligan vanns av Karlskogas Bengt Åke Karlsson som gjorde 23 mål under serien.
| Nr | Lag                 | S  | V  | O | F  | GM  | IM  | MS   | P  |
| -- | ------------------- | -- | -- | - | -- | --- | --- | ---- | -- |
| 1  | IF Karlskoga/Bofors | 18 | 17 | 1 | 0  | 146 | 32  | +114 | 35 |
| 2  | Grums IK            | 18 | 12 | 1 | 5  | 85  | 60  | +25  | 25 |
| 3  | Forshaga IF         | 18 | 10 | 2 | 6  | 84  | 68  | +16  | 22 |
| 4  | Vasa HC             | 18 | 10 | 2 | 6  | 85  | 79  | +6   | 22 |
| 5  | Skövde IK           | 18 | 10 | 1 | 7  | 81  | 78  | +3   | 21 |
| 6  | Tibro IK            | 18 | 8  | 0 | 10 | 82  | 95  | −13  | 16 |
| 7  | Borås HC            | 18 | 6  | 1 | 11 | 65  | 78  | −13  | 13 |
| 8  | Deje IK             | 18 | 5  | 2 | 11 | 85  | 130 | −45  | 12 |
| 9  | IFK Munkfors        | 18 | 5  | 1 | 12 | 69  | 91  | −22  | 11 |
| 10 | IFK Arvika          | 18 | 1  | 1 | 16 | 42  | 113 | −71  | 3  |

## Division II Södra
Grupp A
Serien vanns av favoriterna Örebro ett enda poäng före Norrköping. Viktigt för Örebro var den nyvärvade centern Mats Lind som kommit från Mora inför säsongen. Lind ångrade sig efter att ha skrivit på för Örebro, men Svenska Ishockeyförbundet tillät honom inte att gå tillbaka till Örebros stora lycka. Hårdast motstånd bjöd Östgötalagen Norrköping och Kenty som tog platserna två och tre. Boros Arne Johansson vann skytteligan tillsammans med Örebros Yngve Hindrikes med 20 mål vardera.
| Nr | Lag                | S  | V  | O | F  | GM  | IM  | MS  | P  |
| -- | ------------------ | -- | -- | - | -- | --- | --- | --- | -- |
| 1  | Örebro SK          | 18 | 16 | 0 | 2  | 124 | 47  | +77 | 32 |
| 2  | IFK/IKS Norrköping | 18 | 15 | 1 | 2  | 116 | 52  | +64 | 31 |
| 3  | BK Kenty           | 18 | 13 | 0 | 5  | 66  | 49  | +17 | 26 |
| 4  | Boro/Landsbro IF   | 18 | 9  | 1 | 8  | 79  | 62  | +17 | 19 |
| 5  | Nyköpings BIS      | 18 | 8  | 2 | 8  | 72  | 60  | +12 | 18 |
| 6  | Tranås AIF         | 18 | 7  | 3 | 8  | 86  | 77  | +9  | 17 |
| 7  | Vimmerby IF        | 18 | 5  | 3 | 10 | 68  | 98  | −30 | 13 |
| 8  | GoIF Linden        | 18 | 6  | 1 | 11 | 60  | 110 | −50 | 13 |
| 9  | HC Dalen           | 18 | 4  | 3 | 11 | 63  | 100 | −37 | 11 |
| 10 | Virserums SGF      | 18 | 0  | 0 | 18 | 42  | 121 | −79 | 0  |

Grupp B
Före säsongsstart ansågs serien oviss, men Nybro som flyttats ner från Allsvenskan skulle ge svar. Trots att man förlorat elva spelare när man flyttades ner från högsta serien radade man upp segrar under hösten fram till juluppehållet. Sedan följde förluster mot Skillingaryd och Malmö innan man började vinna igen. Till slut vann det unga laget serien med sju poängs marginal. Andraplatsen togs av förra säsongens segrare Öster, medan det tidigare allsvenska laget Rögle hamnade näst slist efter att "pollenkungen" dragit in sin sponsring. Med sig ner i Division II fick de Mörrum som bara vann en match under säsongen. Skytteligan vanns av Tadeusz Niedomysl, Gislaved, som gjort 27 mål.
| Nr | Lag              | S  | V  | O | F  | GM  | IM  | MS   | P  |
| -- | ---------------- | -- | -- | - | -- | --- | --- | ---- | -- |
| 1  | Nybro IF         | 18 | 15 | 1 | 2  | 115 | 43  | +72  | 31 |
| 2  | Östers IF        | 18 | 12 | 0 | 6  | 100 | 44  | +56  | 24 |
| 3  | Malmö FF         | 18 | 10 | 3 | 5  | 89  | 59  | +30  | 23 |
| 4  | Tyringe SoSS     | 18 | 9  | 2 | 7  | 74  | 65  | +9   | 20 |
| 5  | Skillingaryds IS | 18 | 9  | 1 | 8  | 81  | 72  | +9   | 19 |
| 6  | Halmstads HK     | 18 | 8  | 1 | 9  | 76  | 88  | −12  | 17 |
| 7  | Gislaveds SK     | 18 | 6  | 4 | 8  | 79  | 69  | +10  | 16 |
| 8  | IF Troja         | 18 | 7  | 2 | 9  | 66  | 80  | −14  | 16 |
| 9  | Rögle BK         | 18 | 6  | 0 | 12 | 63  | 78  | −15  | 12 |
| 10 | Mörrums GoIS     | 18 | 1  | 0 | 17 | 36  | 181 | −145 | 2  |

## Kvalspel till Division I
Norra kvalserien till Division I
Nacka och Tunabro tog de båda platserna till Allsvenskan nästa säsong.
| Nr | Lag         | S | V | O | F | GM | IM | MS  | P |
| -- | ----------- | - | - | - | - | -- | -- | --- | - |
| 1  | Nacka SK    | 6 | 3 | 2 | 1 | 28 | 17 | +11 | 8 |
| 2  | IF Tunabro  | 6 | 2 | 3 | 1 | 21 | 16 | +5  | 7 |
| 3  | IFK Kiruna  | 6 | 2 | 2 | 2 | 25 | 20 | +5  | 6 |
| 4  | Tunadals IF | 6 | 1 | 1 | 4 | 14 | 35 | −21 | 3 |

Södra kvalserien till Division I
Surahammar och Karlskoga tog de båda platserna till Allsvenskan nästa säsong.
| Nr | Lag                 | S | V | O | F | GM | IM | MS  | P |
| -- | ------------------- | - | - | - | - | -- | -- | --- | - |
| 1  | Surahammars IF      | 6 | 4 | 0 | 2 | 40 | 32 | +8  | 8 |
| 2  | IF Karlskoga/Bofors | 6 | 3 | 1 | 2 | 34 | 24 | +10 | 7 |
| 3  | Nybro IF            | 6 | 2 | 1 | 3 | 23 | 32 | −9  | 5 |
| 4  | Örebro SK           | 6 | 1 | 2 | 3 | 28 | 37 | −9  | 4 |